# Sabrodt (Elsterheide)

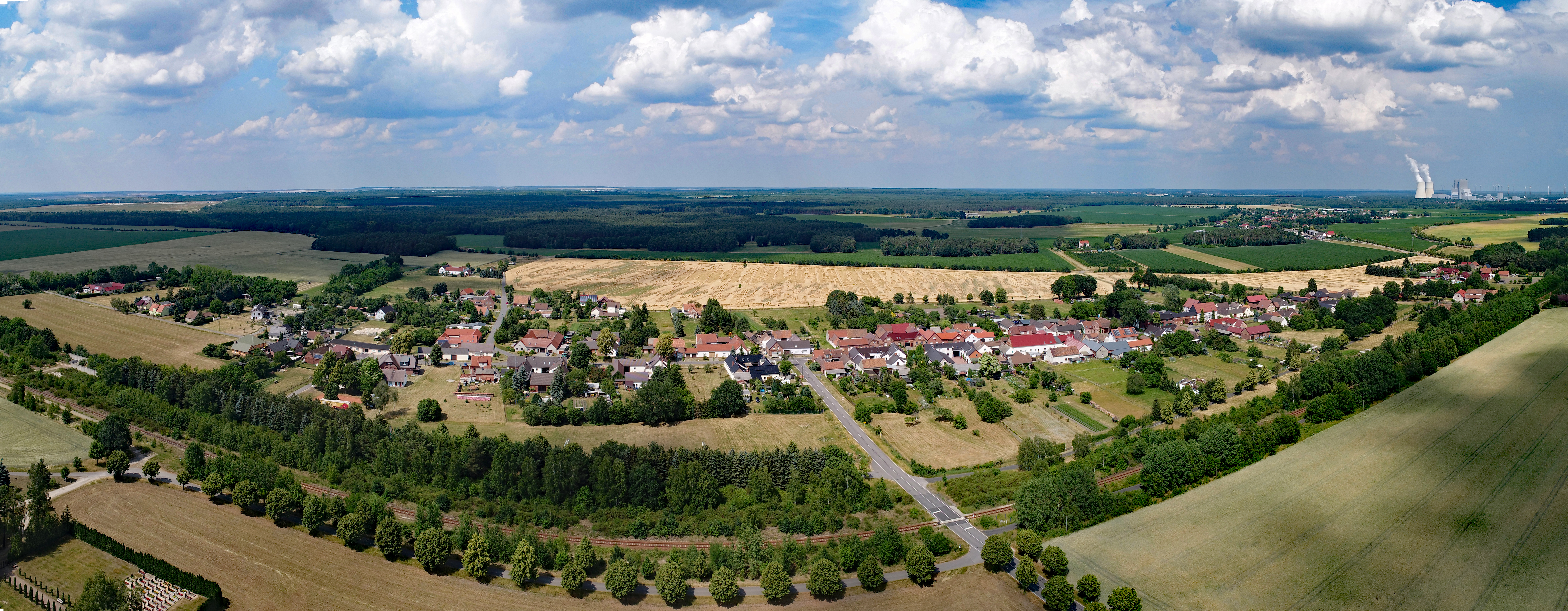
Luftbildpanorama

Sabrodt, obersorbisch Zabrodⓘ, ist ein Ortsteil der Gemeinde Elsterheide in Sachsen und liegt circa 18 Kilometer nördlich der Stadt Hoyerswerda, circa 11 Kilometer südwestlich der Stadt Spremberg und circa 25 Kilometer südöstlich der Stadt Senftenberg. Es gehört zum offiziellen sorbischen Siedlungsgebiet.

## Geographie

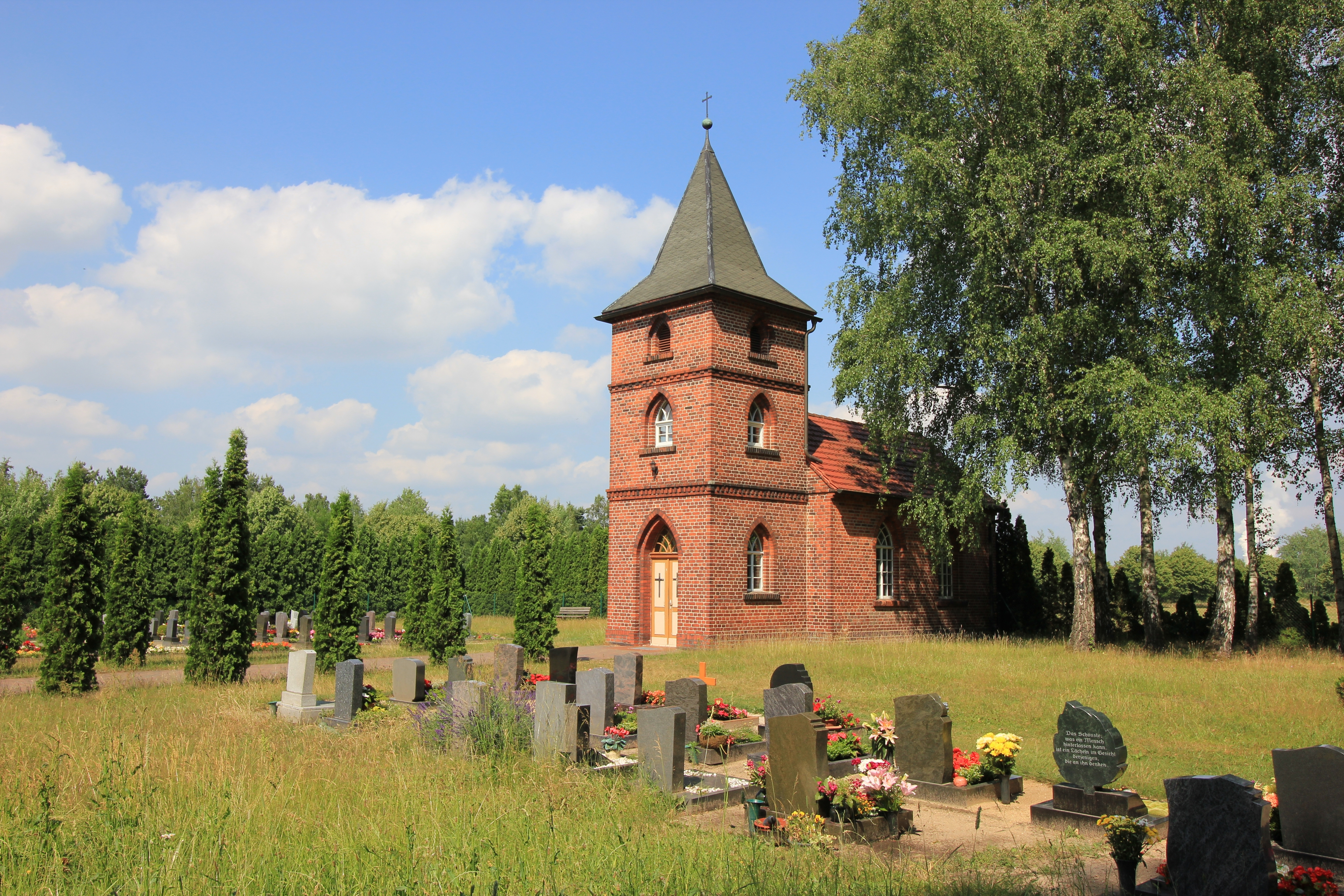
Friedhof mit Kapelle

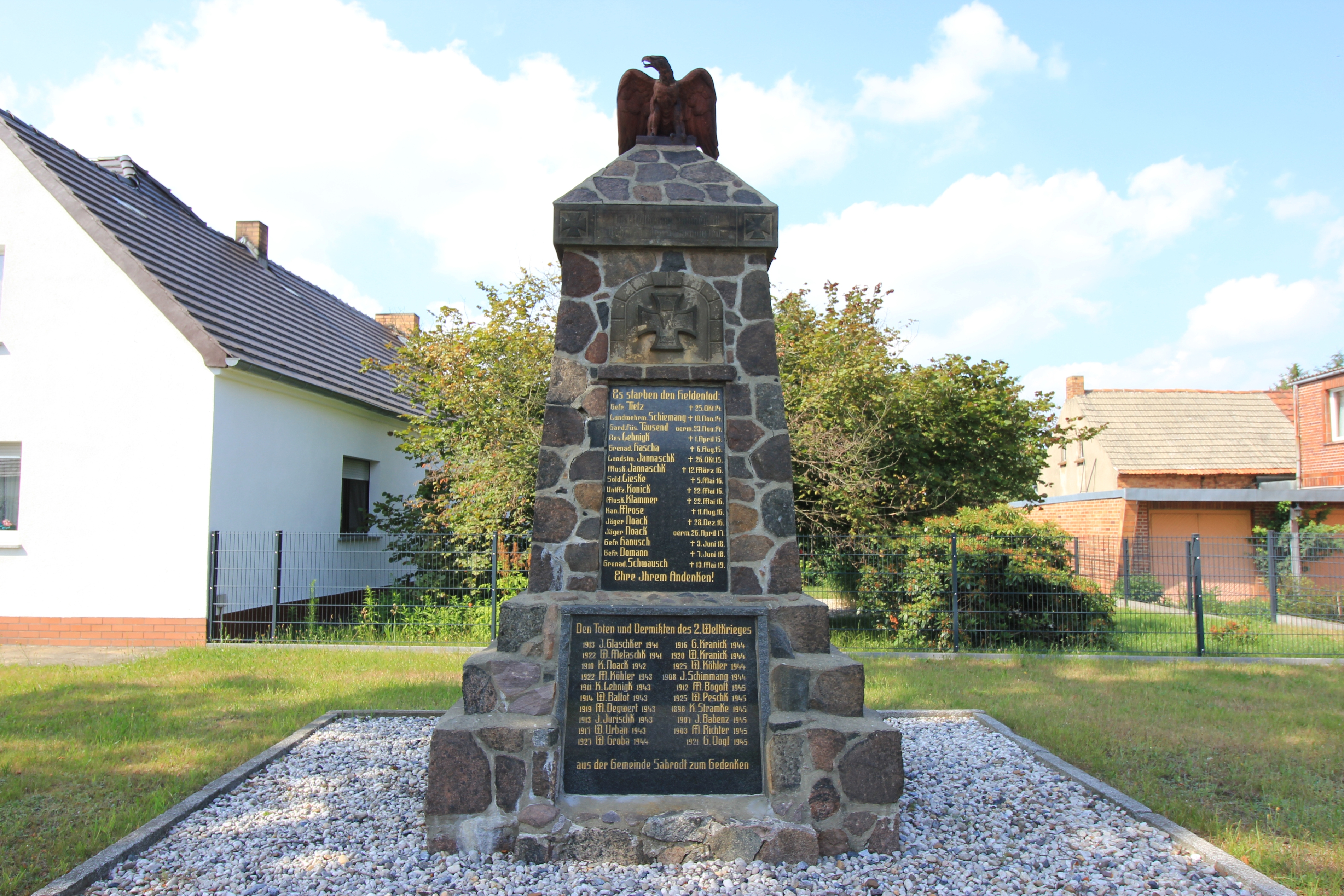
Gefallenendenkmal auf der Dorfaue

Sabrodt liegt in einer vom Braunkohlebergbau geprägten Heide- und Seenlandschaft. In den letzten zwei Jahrtausenden war die Landschaftsstruktur der Sabrodter Flur starken Veränderungen unterworfen. Einst war sie ein Auwaldgebiet mit dutzenden Quellen, Sümpfen und Lichtungen. Heute ist sie, nachdem sie lange Zeit einer Mondlandschaft glich, zu einer ausgedehnten Seenlandschaft geformt. Südlich und westlich von Sabrodt erstreckt sich die Lausitzer Seenkette.
In der Sabrodter Flur entspringt der obere Landgraben, einer der ursprünglichen Quellbäche der Sornischen Elster, er bildet die Landesgrenze zwischen Sachsen und Brandenburg, zugleich ist er hier auch Grenzlinie zwischen Ober- und Niederlausitz.

## Ortsname
Der Name Zabrod ist sorbischen Ursprungs und bedeutet so viel wie "Ort hinter einer Furt" – za brod. Die Geschichte des Ortsnamens zeigt einige Wandlungen, im Jahr 1695 schrieb man Sabrode, seit dem Jahr 1791 ist die heutige Schreibweise Sabrodt geläufig.
Im Jahr 1936 benannten die Nationalsozialisten den Ort im Zuge der Germanisierung slawischer Ortsnamen in Wolfsfurt um. Mit dem Ende der NS-Diktatur im Jahr 1945 konnte der Ort wieder seinen ursprünglichen Namen annehmen.

## Bevölkerung und Sprache
Für seine Statistik über die sorbische Bevölkerung in der Oberlausitz ermittelte Arnošt Muka in den achtziger Jahren des 19. Jahrhunderts eine Bevölkerungszahl von 306, darunter 301 Sorben (98 %) und nur fünf Deutsche. Ernst Tschernik zählte 1956 einen sorbischsprachigen Bevölkerungsanteil von noch 72,7 %. Seitdem ist der Gebrauch des Sorbischen im Ort weiter zurückgegangen.

## Verkehr

### Straßenanbindung
Sabrodt liegt direkt an der B 156 (Großräschen–Bautzen).

### Bahnanbindung
Der erst in den 1960er Jahren in Betrieb genommene und in den 1980er Jahren noch aufwendig modernisierte Bahnhof von Sabrodt an der Bahnstrecke von Schwarze Pumpe nach Senftenberg wurde bereits Anfang der 1990er Jahre für den Personenverkehr wieder stillgelegt. Grund dafür war die Einstellung des Personenverkehrs zwischen Schwarze Pumpe und Senftenberg im Zuge des Strukturwandels und neuer Tagebauerschließungen.